# Strahlenkolitis

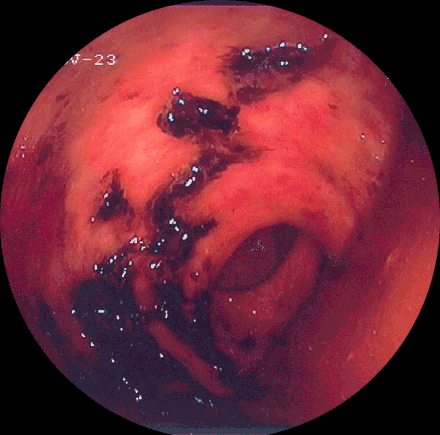
Bild einer gerade erfolgten Blutung im Enddarm bei einer Strahlenproktitis. Man beachte die flächigen frischen Blutkoagel.

Die Strahlenkolitis ist die Folge der Bestrahlung von Tumoren im Unterbauch. Je nach Lokalisation nennt man sie Strahlenproktitis (auf den Enddarm begrenzt) oder -kolitis (höher gelegen als nur im Enddarm). Die Symptome bestehen aus Durchfällen in Abwechslung mit Verstopfung.
Die Behandlung ist schwierig und langwierig. In etwa 2–5 % der Fälle muss jedoch operiert werden, um die Symptome in den Griff zu bekommen.